# Viviparus ater
Viviparus ater е вид охлюв от семейство Viviparidae. Видът не е застрашен от изчезване.

## Разпространение и местообитание
Разпространен е в Германия, Гърция, Италия, Словения, Франция, Хърватия и Швейцария.
Обитава сладководни басейни и реки.